# Новая Уфа
Но́вая Уфа́ (разг. — Центр) — второй исторический центр города, расположенный в Кировском, Ленинском и Советском районах города Уфы.
Ограничен с запада — улицей Гафури и Нижегородкой, с севера — Революционной улицей, с востока — улицами Цюрупы и Айской, с юга — улицей Чернышевского и Архирейской, Труниловской, Черкалихиной и Солдатской слободами.

## Название
Исторический центр города Уфы сформировался вокруг Уфимского кремля. После составления В. Гесте нового плана города в 1819, весь административный и торговый центр переносился западнее, на ровную местность, за которым закрепилось название Новой Уфы. Старый центр, с его веерной застройкой вокруг кремля, стал называться Старой Уфой.

## География
Находится намного южнее географического центра города. Расположен на относительно ровной местности Уфимского полуострова. С юга находится крутой обрыв реки Белой, по которому пробиваются родники и спускаются вниз по таким оврагам, как Архиерейский, Безымянный, Труниловский, Черкалихин. В западной части находится обрывистый овражный спуск к пойме реки Белой с Ломовым орагом, в восточной — аналогичный спуск к пойме рек Ногайки и Сутолоки со Спасским, Успенским и Ногаевским оврагами, по дну которых протекают ручьи.
Среди возвышенностей выделяются Александровский холм, Семинарская гора, Случевская (Шугуровская) гора.

## История
В 1803 году гражданским губернатором Оренбургской губернии Алексеем Александровичем Врасским был разработан и представлен императору Александру I проект новой планировки Уфы. Планировку произвел губернский архитектор Д. М. Дельмедико. По новому генеральному плану Уфу предлагалось перенести на более ровную и сухую местность. Кроме расширения города, предполагалось проложить новые улицы поперёк давно существующих улиц. Дальнейшая судьба плана неизвестна.
После пожара 1816 года, шотландский архитектор на российской службе Вильям Гесте составил первый генеральный план города на территории 667,5 га.
В декабре 1817 года он приезжал в Уфу, и вместе с губернским землемером Сметаниным внёс поправки в план. В этом виде правительство утвердило проект 3 марта 1819 года. Этот генеральный план определил направления строительства города в течение всего XIX века. По плану Гесте, городские границы были расширены от Телеграфной улицы до Никольской улицы и от реки Белой до Богородской улицы. Архитектор удачно использовал существующую застройку и рельеф местности. Он вывел Большую Казанскую улицу (на тот момент, главную улицу города), которая соединила старый центр — Троицкую и Нижнеторговую площади — к новому торговому центру города — будущему Гостиному Двору на Верхнеторговой площади. При этом, новый административный центр Уфы — Соборная площадь — была связана с Верхнеторговой площадью Театральной улицей. Административно-торговый центр Уфы сохранялся на территории исторического ядра города в течение всего XIX и до середины XX века. Северной границей Новой Уфы и города стала считаться Богородская улица (ныне — Революционная), западной — Никольская (ныне — Гафури).
С этого момента, новый центр Уфы стал называться Новой Уфой, а старый, с веерной застройкой вокруг Уфимского кремля и преимущественно деревянными зданиями — Старой Уфой.
Новая Уфа стала местом, в котором были сосредоточены новые главные административные и торговые площади Уфы — Соборная, Верхнеторговая, Дровяная, Николаевская, Сенная, Никольская, Александровская и Рождественская. В XX веке здесь также появились Советская площадь и площадь Салавата Юлаева.

## Архитектура и достопримечательности
В Новой Уфе находится большое количество культурных сооружений, памятников истории и архитектуры, построенные, в основном, в середине и конце XIX века, часть из которых были снесены в XX и начале XXI веков — Архиерейский дом, Дом Нестеровых, «Вспоможёнка», Здание Полежаевского пансиона, а часть заброшены и разрушаются — усадьба Гурылёва, Дом Бухартовских, Дом Бессарабова, Северные и Южные казармы, Доходный дом В. И. Видинеева, Усадьба Е. И. Коншиной, Дома купца Т. Д. Кузякина и С. Т. Кузякина, Дом Желтоуховых, Главный дом усадьбы Душиных.
Среди сохранившихся и реконструированных исторических зданий можно выделить Дом Губернатора, Аксаковский народный дом, Дом Офицеров Уфимского гарнизона, Дом Поносовой-Молло, Здание Дворянского собрания, Дом А. А. Ногарёва, Дом Костерина и Черникова, Здание Крестьянского поземельного банка, Дом М. А. Лаптева, Здание Уфимского губернского музея, Здание Уфимской губернской земской управы, Соборный дом, Дом Штехеров, Дом Коротковых, Дом М. С. Ларионова, Особняк городского головы С. П. Зайкова, Доходные дома С. С. Меклера, Доходный дом Г. К. Нагеля, Доходный дом Кочкиных, Дом А. К. Блохина, Дом А. П. Зайкова, Дом жилой Ф. Е. Чижова, Здание гостиницы «Метрополь», Здание землемерного училища, Здание Мариинской женской гимназии, Здание Волжско-Камского коммерческого банка, Торговые дома Н. К. Блохина, Доходный дом А. А. Скрипова и мужская гимназия Н. В. Верниковской и А. Ф. Ница.

Были сильно перестроены Гостиница «Уфа-Астория», Подворье Благовещенского женского монастыря, Магазин братьев Каримовых и Шамгулова, здание Уфимской духовной семинарии, здание Уфимского реального училища, здание Духовного женского училища, здание Губернской мужской гимназии, здание Губернских Присутственных мест и его архива, Второй пожарно-полицейской части Уфы, Уфимской электростанции Н. Коншина, Синагоги, Государственного банка. Новоделами является Гостиный Двор, Дом Бушмариных и Усадьба Россинских.
Среди построек Советского периода выделяются Дом Советов (ныне — корпус № 1 УГАТУ), Уфимский Главпочтамт (Дом Связи), Дом кооперации (Башпотребсоюза), Кинотеатр «Родина», башня Телецентра, Дом Республики, Дом промышленности, Дом спиртотреста, Дом Государственного Собрания, Дворец Профсоюзов, Дом специалистов, Дом-коммуна, Второй коммунальный дом, Здания управления треста «Башжелдорстрой» и железнодорожного техникума (ныне — корпус № 4 УГАТУ), Гостиница «Башкирия», Гостиница «Агидель», Дом Наркомфина, Дом Геологов организации «Востокнефть», Здание Центра научно-технической информации, Здание КГБ БАССР, Здание Совнаркома БАССР, Здание Республиканского управления ГУЛАГа НКВД, Корпус завода им. С. М. Кирова. Среди построек XXI века — Конгресс-холл Торатау. Также, здесь находится городской центр «Арт-КВАДРАТ».

### Сады и парки
В Новой Уфе находятся четыре исторических парка — парк Ленина, сад Салавата Юлаева, сад Аксакова, Театральный сад, три аллеи — Софьюшкина, Пушкинская и пешеходная зона улицы Ленина (ArtTerria), и семь основных скверов — сквер Мажита Гафури, сквер Геодезистов, сквер Дзержинского, сквер Маяковского, сквер Зии Нуриева, сквер Нестерова и сквер Черкалихиного оврага (Уфимский амфитеатр).

### Театры и залы
В Новой Уфе находятся Башкирская государственная филармония им. Х. Ахметова, Государственный концертный зал «Башкортостан» (ранее — Дворец культуры «Нефтяник»), Башкирский академический театр драмы имени Мажита Гафури, Национальный молодёжный театр Республики Башкортостан имени Мустая Карима.

### Музеи
В Новой Уфе находятся Мемориальный дом-музей С. Т. Аксакова, Мемориальный дом-музей Мажита Гафури, Дом-музей В. И. Ленина, Дом-музей Ш. А. Худайбердина, Башкирский государственный художественный музей имени М. В. Нестерова, Национальный музей Республики Башкортостан, Музей геологии и полезных ископаемых Республики Башкортостан, Музей археологии и этнографии, Музей истории города Уфы.

### Церкви и храмы
Единственно сохранившимся в Новой Уфе является восстановленный собор Рождества Богородицы на Рождественской площади. Ранее были снесены Воскресенский собор на Соборной площади, Александровская церковь на Александровской площади, Александро-Невская часовня на Верхнеторговой площади, Вознесенская церковь, Ильинская церковь, Никольская часовня, Петропавловская церковь, католический костёл. Новоделом является Симеоно-Верхотурский храм.

### Мечети и медресе
Полностью сохранилась Первая соборная мечеть Уфы с ансамблем. Также, восстановлена Четвёртая соборная мечеть «Хакимия» с прилегающим ансамблем. Полностью уничтожены Третья и Шестая соборная мечети. Здания медресе «Галия», «Гусмания» и «Хакимия» полностью сохранились; «Хасания» находится под угрозой сноса.

### Памятники
Наиболее крупными памятниками являются памятник Салавату Юлаеву на Черкалихиной горе возле Телецентра, памятник В. И. Ленину в сквере В. И. Ленина, памятник Мажиту Гафури, бюст А. С. Пушкина и бюст С. Т. Аксакова на Пушкинской аллее, памятник Ф. Э. Дзержинскому в сквере Ф. Э. Дзержинского, памятник В. Маяковскому в сквере Маяковского.

## Улицы
Основные улицы: Цюрупы, Ленина, Карла Маркса, Гоголя, Аксакова, Гафури, Заки Валиди, Пушкина, Коммунистическая, Чернышевского, Революционная.

## Галерея
- Башгосфилармония
- Конгресс-холл Торатау
- Башкирский академический театр драмы имени Мажита Гафури
- Гостиный Двор